# Concorrenza sleale
Concorrenza sleale is een Italiaanse dramafilm uit 2001 onder regie van Ettore Scola.

## Verhaal
In het vooroorlogse Italië moet de kleermaker Umberto lijdzaam toezien hoe zijn buurman Leone met zijn reclamestunts klanten bij hem wegkaapt. Hij wordt almaar jaloerser op zijn concurrent, terwijl zijn zoon verliefd is op de dochter van Leone en hun jongste zoons vrienden zijn. Wanneer Umberto een opmerking maakt over de Joodse komaf van Leone, verandert de sfeer.

## Rolverdeling
| Acteur               | Personage                        |
| -------------------- | -------------------------------- |
| Diego Abatantuono    | Umberto Melchiori                |
| Sergio Castellitto   | Leone Della Rocca                |
| Gérard Depardieu     | Professor Angelo                 |
| Antonella Attili     | Giuditta Della Rocca             |
| Claudio Bigagli      | Politie-inspecteur               |
| Sandra Collodel      | Meid van Della Rocca             |
| Augusto Fornari      | Oom Peppino                      |
| Elio Germano         | Paolo Melchiori                  |
| Sabrina Impacciatore | Matilde                          |
| Eliana Miglio        | Mevrouw Di Veroli                |
| Rolando Ravello      | Ignazietto Paspinelli            |
| Gioia Spaziani       | Susanna Della Rocca              |
| Anita Zagaria        | Margherita Melchiori             |
| Simone Ascani        | Lele Della Rocca                 |
| Walter Dragonetti    | Pietruccio Melchiori / Verteller |